# Persone di nome Joseph/Politici
| Questa pagina contiene informazioni ricavate automaticamente dalle voci biografiche con l'ausilio del template Bio e di un bot. L'aggiornamento è periodico e automatico e ricostruisce completamente la pagina. Se manca una persona in questa lista, sei pregato di non aggiungerla, ma accertati piuttosto che la sua voce biografica contenga il template Bio e che i dati anagrafici siano correttamente compilati. Se il template Bio manca, inseriscilo tu stesso o, in alternativa, metti l'avviso {{tmp\|Bio}} che ne segnala la mancanza. Se i dati riportati sono sbagliati, correggi direttamente la voce biografica; le modifiche saranno visibili in questa lista entro pochi giorni. Per chiarimenti vedi il progetto antroponimi. La lista contiene solo le 126 persone che sono citate nell'enciclopedia e per le quali è stato implementato correttamente il template Bio. Pagina aggiornata al 6 ago 2025. |

Questa è una lista di persone presenti nell'enciclopedia che hanno il nome Joseph e sono politici.

## A(5)
- Joseph Addison, politico, scrittore e drammaturgo britannico (Milston, n. 1672 - Kensington, † 1719)
- Joseph d'Albert, politico, magistrato e nobile francese (Ille-sur-Têt, n. 1721 - Ille-sur-Têt, † 1790)
- Joseph Alioto, politico statunitense (San Francisco, n. 1916 - San Francisco, † 1998)
- Joseph Antoine Aréna, politico francese (Isola Rossa, n. 1771 - Parigi, † 1801)
- Joe Arpaio, politico statunitense (Springfield, n. 1932)

## B(9)
- Adrien Barralis, politico francese (Lucerame, n. 1818 - Lucerame, † 1863)
- Joseph Bech, politico lussemburghese (Diekirch, n. 1887 - Lussemburgo, † 1975)
- Beau Biden, politico, avvocato e militare statunitense (Wilmington, n. 1969 - Bethesda, † 2015)
- Félix de Blochausen, politico lussemburghese (Schieren, n. 1834 - Schieren, † 1915)
- Joseph Boakai, politico liberiano (Worsonga, n. 1944)
- Joseph Brant, politico e condottiero nativo americano (Contea di Cuyahoga, n. 1743 - Alto Canada, † 1807)
- Joseph E. Brown, politico statunitense (Pickens, n. 1821 - Atlanta, † 1894)
- Joseph M. Brown, politico statunitense (Canton, n. 1851 - Marietta, † 1932)
- Joseph A. A. Burnquist, politico e avvocato statunitense (Dayton, n. 1879 - Minneapolis, † 1961)

## C(13)
- Joseph Gurney Cannon, politico statunitense (Contea di Guilford, n. 1836 - Danville, † 1926)
- Austen Chamberlain, politico britannico (Birmingham, n. 1863 - Londra, † 1937)
- Joseph Chamberlain, politico britannico (Londra, n. 1836 - Highbury, † 1914)
- Ben Chifley, politico australiano (Bathurst, n. 1885 - Canberra, † 1951)
- Chris Chocola, politico statunitense (Jackson, n. 1962)
- Max Cleland, politico e militare statunitense (Atlanta, n. 1942 - Atlanta, † 2021)
- Joseph Conombo, politico burkinabè (n. 1917 - † 2008)
- Joseph Cook, politico australiano (Silverdale, n. 1860 - Sydney, † 1947)
- Joseph Cornudet des Chaumettes, politico e magistrato francese (Crocq, n. 1755 - Parigi, † 1834)
- Joe Courtney, politico e avvocato statunitense (Hartford, n. 1953)
- Joseph Crowley, politico statunitense (New York, n. 1962)
- Joseph de Croÿ d'Havré, politico e ufficiale francese (Parigi, n. 1744 - Havré, † 1839)
- Joe Cunningham, politico statunitense (Kuttawa, n. 1982)

## D(12)
- José Maria de Almeida, politico brasiliano (Santa Albertina, n. 1957)
- Djimrangar Dadnadji, politico ciadiano (Africa Equatoriale Francese, n. 1954 - N'Djamena, † 2019)
- Joseph Boakye Danquah, politico, attivista e storico ghanese (Bepong, n. 1895 - Nsawam, † 1965)
- Gray Davis, politico e avvocato statunitense (New York, n. 1942)
- Ambroise Delachenal, politico francese (Ugine, n. 1808 - † 1894)
- Joseph Delaunay, politico francese (Angers, n. 1752 - Parigi, † 1794)
- Joseph Desha, politico statunitense (Contea di Monroe, n. 1768 - Georgetown, † 1842)
- Joseph J. DioGuardi, politico statunitense (New York, n. 1940)
- Joe Donnelly, politico, avvocato e diplomatico statunitense (New York, n. 1955)
- Joseph Duncan, politico statunitense (Paris, n. 1794 - Jacksonville, † 1844)
- René de Blonay, politico francese (Évian-les-Bains, n. 1777 - Chambéry, † 1852)
- Charles de Viry, politico francese (Douglas, n. 1809 - Chambéry, † 1888)

## E(2)
- Joseph Esposito, politico e mafioso italiano (Acerra, n. 1871 - Chicago, † 1928)
- Joseph Estrada, politico e attore filippino (Manila, n. 1937)

## F(4)
- Joschka Fischer, politico tedesco (Gerabronn, n. 1948)
- Joseph Fontanet, politico francese (Frontenex, n. 1921 - 2 febbraio)
- Joseph Benson Foraker, politico statunitense (Rainsboro, n. 1846 - Cincinnati, † 1917)
- Joseph Fouché, politico, diplomatico e rivoluzionario francese (Le Pellerin, n. 1759 - Trieste, † 1820)

## G(5)
- Joseph Victor Ejercito, politico filippino (Manila, n. 1969)
- Joseph Gaydos, politico statunitense (Braddock, n. 1926 - Elizabeth, † 2015)
- Joseph Ginet, politico francese (Rumilly, n. 1801 - Sales, † 1872)
- Joseph Girard, politico, avvocato e giudice svizzero (Carouge, n. 1815 - Nyon, † 1890)
- Jo Grimond, politico britannico (Saint Andrews, n. 1913 - Glasgow, † 1983)

## H(8)
- Joseph Habersham, politico e militare statunitense (Savannah, n. 1751 - Savannah, † 1815)
- Joe Hansen, politico statunitense (Richfield, n. 1910 - New York, † 1979)
- Joe Heck, politico statunitense (New York, n. 1961)
- Joseph Marion Hernández, politico statunitense (St. Augustine, n. 1788 - Matanzas, † 1857)
- Joseph Hewes, politico statunitense (Princeton, n. 1730 - † 1779)
- Joseph Holt, politico e militare statunitense (n. 1807 - Washington, † 1894)
- Joseph von Hormayr, politico austriaco (Innsbruck, n. 1781 - Monaco di Baviera, † 1848)
- Joseph Howard, politico maltese (La Valletta, n. 1862 - La Valletta, † 1925)

## I(1)
- Joseph Iléo, politico della Repubblica Democratica del Congo (Léopoldville, n. 1921 - Bruxelles, † 1993)

## J(7)
- Joseph W. Jackson, politico statunitense (Savannah, n. 1796 - Savannah, † 1854)
- Joseph Jacquier-Châtrier, politico francese (Bonneville, n. 1811 - Bonneville, † 1876)
- Joseph Jenckes, politico statunitense (Lynn, n. 1656 - Pawtucket, † 1740)
- Joseph Johnson, politico statunitense (n. 1785 - Bridgeport, † 1877)
- Jo Johnson, politico britannico (Londra, n. 1971)
- Joseph B. Johnson, politico svedese (Helsingborg, n. 1893 - Springfield, † 1986)
- Joseph Jouthe, politico haitiano (Thomonde, n. 1961)

## K(9)
- Joseph Kabila, politico e generale della Repubblica Democratica del Congo (Hewa Bora, n. 1971)
- Joseph Kasa-Vubu, politico della Repubblica Democratica del Congo (Tshela, n. 1915 - Boma, † 1969)
- Joseph Patrick Kennedy II, politico statunitense (Boston, n. 1952)
- Joe Kennedy III, politico statunitense (Boston, n. 1980)
- Joseph P. Kennedy, politico, diplomatico e imprenditore statunitense (Boston, n. 1888 - Hyannis Port, † 1969)
- Joe Kernan, politico e imprenditore statunitense (Chicago, n. 1946 - South Bend, † 2020)
- Bob Kerrey, politico statunitense (Lincoln, n. 1943)
- Joseph Ki-Zerbo, politico e storico burkinabé (Toma, n. 1922 - Ouagadougou, † 2006)
- Joe Kolter, politico statunitense (McDonald, n. 1926 - Harrisburg, † 2019)

## L(8)
- Joseph Lachaud de Loqueyssie, politico francese (Montauban, n. 1848 - Notre-Dame-de-Sanilhac, † 1896)
- Joseph Henri Joachim Lainé, politico francese (Bordeaux, n. 1768 - Parigi, † 1835)
- Joseph Laniel, politico francese (Vimoutiers, n. 1889 - Parigi, † 1975)
- Joseph Lhota, politico statunitense (Bronx, n. 1954)
- Joe Lieberman, politico statunitense (Stamford, n. 1942 - New York, † 2024)
- Joe Lombardo, politico statunitense (Sapporo, n. 1962)
- Joseph Luns, politico e diplomatico olandese (Rotterdam, n. 1911 - Bruxelles, † 2002)
- Joseph Lyons, politico australiano (Circular Head, Tasmania, n. 1879 - † 1939)

## M(13)
- Joe Manchin, politico statunitense (Farmington, n. 1947)
- Joseph Maraite, politico e insegnante belga (Waimes, n. 1949 - Sankt Vith, † 2021)
- Joseph Martin, politico canadese (Milton, n. 1852 - Vancouver, † 1923)
- Joseph A. Martin, politico statunitense (Detroit, n. 1888 - Detroit, † 1928)
- Joseph McCarthy, politico statunitense (Grand Chute, n. 1908 - Bethesda, † 1957)
- Joseph McDade, politico statunitense (Scranton, n. 1931 - Fairfax, † 2017)
- Joseph V. McKee, politico e insegnante statunitense (The Bronx, n. 1889 - New York, † 1956)
- Joseph McKenna, politico statunitense (Filadelfia, n. 1843 - Washington, † 1926)
- Joseph Michel, politico belga (Saint Mard, n. 1925 - Arlon, † 2016)
- Joseph Miró, politico statunitense (Matanzas, n. 1946)
- Joseph Saidu Momoh, politico sierraleonese (Binkolo, n. 1937 - Conakry, † 2003)
- Joseph Morelle, politico statunitense (Utica, n. 1957)
- Joseph Muscat, politico e dirigente sportivo maltese (Pietà, n. 1974)

## N(3)
- Nicolas Clary, politico francese (Marsiglia, n. 1760 - Parigi, † 1823)
- Joe Neguse, politico statunitense (Bakersfield, n. 1984)
- Joseph Ngute, politico camerunese (Camerun, n. 1954)

## P(5)
- Joseph Paul-Boncour, politico francese (Saint-Aignan, n. 1873 - Parigi, † 1972)
- Joseph Pelloux, politico italiano (La Roche-sur-Foron, n. 1799 - † 1866)
- Joseph Pholien, politico belga (Liegi, n. 1884 - Bruxelles, † 1968)
- Joseph Pitts, politico statunitense (Lexington, n. 1939)
- Joseph Marie Piétri, politico francese (Sartene, n. 1820 - Sartene, † 1902)

## R(5)
- Joseph von Radowitz, politico e generale prussiano (Blankenburg, n. 1797 - Berlino, † 1853)
- Joseph Reed, politico statunitense (Trenton, n. 1741 - Filadelfia, † 1785)
- Joseph Reinach, politico francese (Parigi, n. 1856 - † 1921)
- Joseph Jenkins Roberts, politico statunitense (Norfolk, n. 1809 - Monrovia, † 1876)
- Joseph Ruau, politico francese (Parigi, n. 1865 - Ivry-sur-Seine, † 1923)

## S(8)
- Joe Sempolinski, politico statunitense (Elmira, n. 1983)
- Joe Sestak, politico e ammiraglio statunitense (Secane, n. 1951)
- Heath Shuler, politico e giocatore di football americano statunitense (Bryson City, n. 1971)
- Joseph Jérôme Siméon, politico francese (Aix-en-Provence, n. 1749 - Parigi, † 1842)
- Joe Skeen, politico statunitense (Roswell, n. 1927 - Roswell, † 2003)
- Joseph Streiter, politico, avvocato e scrittore austriaco (Bolzano, n. 1804 - Dodiciville, † 1873)
- Joseph Strutt, politico e filantropo inglese (n. 1765 - † 1844)
- Joseph Sturge, politico e attivista britannico (Gloucestershire, n. 1793 - Edgbaston, † 1859)

## T(2)
- Joseph M. Terrell, politico statunitense (Greenville, n. 1861 - Atlanta, † 1912)
- Joseph Tommasi, politico statunitense (n. 1951 - El Monte, † 1975)

## U(1)
- Joseph John Urusemal, politico micronesiano (Woleai, n. 1952)

## V(2)
- Joseph Weydemeyer, politico e militare tedesco (Münster, n. 1818 - Saint Louis, † 1866)
- Josef Ludwig von Armansperg, politico tedesco (Bad Kötzting, n. 1787 - Monaco di Baviera, † 1853)

## W(3)
- Joseph Ward, politico neozelandese (Melbourne, n. 1856 - Wellington, † 1930)
- Jup Weber, politico lussemburghese (Lussemburgo, n. 1950 - Belgio, † 2021)
- Joseph Wheeler, politico e generale statunitense (Augusta, n. 1836 - New York, † 1906)

## Y(1)
- Joseph Sidney Yorke, politico e ammiraglio inglese (Londra, n. 1768 - Spithead, † 1831)